# Cupa UEFA Intertoto 1995
Ediția din 1995 a Cupei UEFA Intertoto a fost prima din gala fotbalului de vară. Strasbourg și Bordeaux au câștigat semifinalele lor pentru a avansa în Cupa UEFA 1995-1996.

## Faza grupelor

### Grupa 1
| Poz | Echipa              | MJ | V | E | Î | GM | GP | G   | Pct |
| --- | ------------------- | -- | - | - | - | -- | -- | --- | --- |
| 1   | Karlsruhe           | 4  | 3 | 1 | 0 | 13 | 4  | +9  | 10  |
| 2   | Sheffield Wednesday | 4  | 2 | 1 | 1 | 7  | 5  | +2  | 7   |
| 3   | Basel               | 4  | 2 | 0 | 2 | 6  | 6  | 0   | 6   |
| 4   | Aarhus GF           | 4  | 2 | 0 | 2 | 7  | 8  | −1  | 6   |
| 5   | Górnik Zabrze       | 4  | 0 | 0 | 4 | 5  | 15 | −10 | 0   |

| Aarhus GF                             | 4–1 | Górnik Zabrze |
| ------------------------------------- | --- | ------------- |
| Mortensen Skovgaard Jørgensen Jokovic |     | Brzoza 83'    |

| Basel   | 1–0    | Sheffield Wednesday |
| ------- | ------ | ------------------- |
| Rey 68' | Report |                     |

| Górnik Zabrze | 1–2    | Basel          |
| ------------- | ------ | -------------- |
| Brzoza 39'    | Report | Zuffi 27', 41' |

| Karlsruher                  | 3–0    | Aarhus GF |
| --------------------------- | ------ | --------- |
| Knup 2' Bender 39' Wück 55' | Report |           |

| Sheffield Wednesday                         | 3–21   | Górnik Zabrze                  |
| ------------------------------------------- | ------ | ------------------------------ |
| Krzętowski 13' (o.g.) Bright 44' Waddle 53' | Report | Szemoński 30' Woods 72' (o.g.) |

| Basel                    | 2–3    | Karlsruher                       |
| ------------------------ | ------ | -------------------------------- |
| Zuffi 39' (pen.) Rey 84' | Report | Fink 13' Nowotny 31' Schmitt 78' |

| Karlsruhe | 1–1    | Sheffield Wednesday |
| --------- | ------ | ------------------- |
| Bilić 5'  | Report | Bright 81'          |

| Aarhus GF               | 2–1    | Basel     |
| ----------------------- | ------ | --------- |
| Jokovic 7' Piechnik 35' | Report | Yakin 78' |

| Sheffield Wednesday      | 3–11 | Aarhus GF   |
| ------------------------ | ---- | ----------- |
| Bright 11', 49' Petrescu |      | Jokovic 23' |

| Górnik Zabrze     | 1–6    | Karlsruhe                                                     |
| ----------------- | ------ | ------------------------------------------------------------- |
| Koseła 73' (pen.) | Report | Bilić 16' Knup 52', 64' Tarnat 53' Häßler 80' (pen.) Wück 88' |

1These matches were played at Rotherham United's Millmoor as Hillsborough was unavailable.

### Grupa 2
| Poz | Echipa            | MJ | V | E | Î | GM | GP | G   | Pct |
| --- | ----------------- | -- | - | - | - | -- | -- | --- | --- |
| 1   | Köln              | 4  | 2 | 2 | 0 | 11 | 2  | +9  | 8   |
| 2   | Luzern            | 4  | 2 | 2 | 0 | 8  | 5  | +3  | 8   |
| 3   | Öster             | 4  | 2 | 1 | 1 | 7  | 5  | +2  | 7   |
| 4   | Tottenham Hotspur | 4  | 1 | 0 | 3 | 3  | 13 | −10 | 3   |
| 5   | Rudar Velenje     | 4  | 0 | 1 | 3 | 3  | 7  | −4  | 1   |

| Öster | 0–0    | Köln |
| ----- | ------ | ---- |
|       | Report |      |

| Tottenham Hotspur | 0–21   | Luzern                   |
| ----------------- | ------ | ------------------------ |
|                   | Report | Fink 69' Aleksandrov 87' |

| Rudar Velenje | 1–2    | Tottenham Hotspur      |
| ------------- | ------ | ---------------------- |
| Ekmečić 4'    | Report | Sampson 15' Hendry 61' |

| Luzern | 3–2 | Öster |
| ------ | --- | ----- |
|        |     |       |

| Köln                     | 2–2    | Luzern                   |
| ------------------------ | ------ | ------------------------ |
| Labbadia 12' Baumann 14' | Report | Wolf 28' Aleksandrov 69' |

| Öster | 3–1 | Rudar Velenje |
| ----- | --- | ------------- |
|       |     |               |

| Tottenham Hotspur | 1–21 | Öster |
| ----------------- | ---- | ----- |
| McMahon           |      |       |

| Rudar Velenje | 0–1    | Köln        |
| ------------- | ------ | ----------- |
|               | Report | Polster 16' |

| Köln                                                              | 8–0    | Tottenham Hotspur |
| ----------------------------------------------------------------- | ------ | ----------------- |
| Munteanu 4', 51' Labbadia 10', 30', 83' Polster 37', 58' Kohn 88' | Report |                   |

| Luzern | 1–1 | Rudar Velenje |
| ------ | --- | ------------- |
|        |     |               |

1These matches were played at Brighton and Hove Albion's Goldstone Ground as White Hart Lane was unavailable.

### Grupa 3
| Poz | Echipa             | MJ | V | E | Î | GM | GP | G   | Pct |
| --- | ------------------ | -- | - | - | - | -- | -- | --- | --- |
| 1   | Aarau              | 4  | 2 | 2 | 0 | 14 | 8  | +6  | 8   |
| 2   | Germinal Ekeren    | 4  | 2 | 2 | 0 | 10 | 5  | +5  | 8   |
| 3   | Tromsø             | 4  | 2 | 1 | 1 | 13 | 4  | +9  | 7   |
| 4   | HB Tórshavn        | 4  | 0 | 2 | 2 | 2  | 17 | −15 | 2   |
| 5   | Universitatea Cluj | 4  | 0 | 1 | 3 | 3  | 8  | −5  | 1   |

| Aarau                     | 2–2    | Tromsø                    |
| ------------------------- | ------ | ------------------------- |
| Kilian 73' Wiederkehr 89' | Report | Flo 61' Berg Johansen 86' |

| HB Tórshavn | 0–0    | Universitatea Cluj |
| ----------- | ------ | ------------------ |
|             | Report |                    |

| Germinal Ekeren                    | 3–3    | Aarau                                  |
| ---------------------------------- | ------ | -------------------------------------- |
| Kinet 10' Lukaku 16' Radzinski 85' | Report | Wiederkehr 20' Wyss 21' Allenspach 71' |

| Tromsø                                                                                      | 10–0   | HB Tórshavn |
| ------------------------------------------------------------------------------------------- | ------ | ----------- |
| Hafstad 20', 31' Flo 25', 41', 46' Swift 33' (pen.), 50' (pen.), 75' Berg Johansen 63', 89' | Report |             |

| HB Tórshavn    | 1–1    | Germinal Ekeren |
| -------------- | ------ | --------------- |
| Clementsen 86' | Report | Halmai 79'      |

| Universitatea Cluj | 0–1    | Tromsø            |
| ------------------ | ------ | ----------------- |
|                    | Report | Berg Johansen 84' |

| Germinal Ekeren                            | 4–1    | Universitatea Cluj |
| ------------------------------------------ | ------ | ------------------ |
| Radzinski 34', 80' Wégria 35' Dheedene 46' | Report | Niță 61'           |

| Tromsø | 0–2    | Germinal Ekeren  |
| ------ | ------ | ---------------- |
|        | Report | Radzinski Abeels |

| Aarau                                                    | 6–1    | HB Tórshavn |
| -------------------------------------------------------- | ------ | ----------- |
| Skrzypczak 13', 26', 49', 54' Wiederkehr 15' Saibene 58' | Report | Mohr 36'    |

| Universitatea Cluj   | 2–3    | Aarau                               |
| -------------------- | ------ | ----------------------------------- |
| Falub 58' Șandru 74' | Report | Ratinho 20' Allenspach 67' Wyss 76' |

### Grupa 4
| Poz | Echipa     | MJ | V | E | Î | GM | GP | G   | Pct |
| --- | ---------- | -- | - | - | - | -- | -- | --- | --- |
| 1   | Heerenveen | 4  | 3 | 0 | 1 | 13 | 2  | +11 | 9   |
| 2   | Leiria     | 4  | 2 | 2 | 0 | 7  | 3  | +4  | 8   |
| 3   | Næstved    | 4  | 1 | 2 | 1 | 7  | 6  | +1  | 5   |
| 4   | Békéscsaba | 4  | 1 | 2 | 1 | 9  | 9  | 0   | 5   |
| 5   | Ton Pentre | 4  | 0 | 0 | 4 | 0  | 16 | −16 | 0   |

| 24/25 iunie 1995 |     |                 |
| Bekescsabai EFC  | 2–2 | UD Leiria       |
| SC Heerenveen    | 2–1 | Næstved BK      |
| 1/2 iulie 1995   |     |                 |
| Næstved BK       | 3–3 | Bekescsabai EFC |
| Ton Pentre F.C.  | 0–7 | SC Heerenveen   |
| 8/9 iulie 1995   |     |                 |
| Bekescsabai EFC  | 4–0 | Ton Pentre F.C. |
| UD Leiria        | 1–1 | Næstved BK      |
| 15/16 iulie 1995 |     |                 |
| Ton Pentre F.C.  | 0–3 | UD Leiria       |
| SC Heerenveen    | 4–0 | Bekescsabai EFC |
| 22/23 iulie 1995 |     |                 |
| Næstved BK       | 2–0 | Ton Pentre F.C. |
| UD Leiria        | 1–0 | SC Heerenveen   |

### Grupa 5
| Poz | Echipa     | MJ | V | E | Î | GM | GP | G   | Pct |
| --- | ---------- | -- | - | - | - | -- | -- | --- | --- |
| 1   | Bordeaux   | 4  | 3 | 1 | 0 | 13 | 3  | +10 | 10  |
| 2   | Odense     | 4  | 3 | 0 | 1 | 7  | 7  | 0   | 9   |
| 3   | HJK        | 4  | 1 | 2 | 1 | 6  | 6  | 0   | 5   |
| 4   | Norrköping | 4  | 1 | 1 | 2 | 10 | 10 | 0   | 4   |
| 5   | Bohemians  | 4  | 0 | 0 | 4 | 2  | 12 | −10 | 0   |

| 24/25 iunie 1995         |     |                          |
| Bohemian F.C.            | 0–2 | Odense BK                |
| IFK Norrköping           | 1–1 | HJK Helsinki             |
| 1/2 iulie 1995           |     |                          |
| FC Girondins de Bordeaux | 6–2 | IFK Norrköping           |
| HJK Helsinki             | 3–2 | Bohemian F.C.            |
| 8/9 iulie 1995           |     |                          |
| Odense BK                | 2–1 | HJK Helsinki             |
| Bohemian F.C.            | 0–2 | FC Girondins de Bordeaux |
| 15/16 iulie 1995         |     |                          |
| FC Girondins de Bordeaux | 4–0 | Odense BK                |
| IFK Norrköping           | 5–0 | Bohemian F.C.            |
| 22/23 iulie 1995         |     |                          |
| Odense BK                | 3–2 | IFK Norrköping           |
| HJK Helsinki             | 1–1 | FC Girondins de Bordeaux |

### Grupa 6
| Poz | Echipa          | MJ | V | E | Î | GM | GP | G  | Pct |
| --- | --------------- | -- | - | - | - | -- | -- | -- | --- |
| 1   | Metz            | 4  | 4 | 0 | 0 | 5  | 1  | +4 | 12  |
| 2   | LASK Linz       | 4  | 1 | 2 | 1 | 4  | 4  | 0  | 5   |
| 3   | NK Zagreb       | 4  | 1 | 2 | 1 | 2  | 2  | 0  | 5   |
| 4   | Partick Thistle | 4  | 1 | 1 | 2 | 6  | 6  | 0  | 4   |
| 5   | Keflavík        | 4  | 0 | 1 | 3 | 3  | 7  | −4 | 1   |

| 24/25 iunie 1995 |

| Keflavík     | 1–2    | Metz               |
| ------------ | ------ | ------------------ |
| Einarsson 8' | Report | Blanchard 56', 73' |

|- style=font-size:90%
|align=right|Linzer ASK||align=center|2–2||Partick Thistle F.C.
|-
|1/2 iulie 1995
|- style=font-size:90%
|align=right|Partick Thistle F.C.||align=center|3–1||Keflavík
|- style=font-size:90%
|align=right|NK Zagreb||align=center|0–0||Linzer ASK
|-
|8/9 iulie 1995
|- style=font-size:90%
| Metz       | 1–0    | Partick Thistle |
| ---------- | ------ | --------------- |
| Pouget 55' | Report |                 |

|- style=font-size:90%
|align=right|Keflavík||align=center|0–0||NK Zagreb
|-
|15/16 iulie 1995
|- style=font-size:90%
|align=right|Linzer ASK||align=center|2–1||Keflavík
|- style=font-size:90%
| NK Zagreb | 0–1    | Metz          |
| --------- | ------ | ------------- |
|           | Report | Blanchard 89' |

|-
|22/23 iulie 1995
|- style=font-size:90%
|align=right|Partick Thistle F.C.||align=center|1–2||NK Zagreb
|- style=font-size:90%
| Metz       | 1–0    | Linzer ASK |
| ---------- | ------ | ---------- |
| Pouget 89' | Report |            |

### Grupa 7
| Poz | Echipa                   | MJ | V | E | Î | GM | GP | G   | Pct |
| --- | ------------------------ | -- | - | - | - | -- | -- | --- | --- |
| 1   | Bayer Leverkusen         | 4  | 4 | 0 | 0 | 12 | 1  | +11 | 12  |
| 2   | OFI                      | 4  | 3 | 0 | 1 | 8  | 5  | +3  | 9   |
| 3   | Nea Salamis Famagusta FC | 4  | 1 | 1 | 2 | 4  | 5  | −1  | 4   |
| 4   | Budućnost                | 4  | 1 | 1 | 2 | 7  | 9  | −2  | 4   |
| 5   | Tervis Pärnu             | 4  | 0 | 0 | 4 | 2  | 13 | −11 | 0   |

| 24/25 iunie 1995       |      |                        |
| JK Tervis Pärnu        | 1–3  | FK Budućnost Podgorica |
| OFI Crete              | 2–1  | Nea Salamis FC         |
| 1/2 iulie 1995         |      |                        |
| Nea Salamis FC         | 2–0  | JK Tervis Pärnu        |
| Bayer Leverkusen       | 1–0  | OFI Crete              |
| 8/9 iulie 1995         |      |                        |
| JK Tervis Pärnu        | 1–6  | Bayer Leverkusen       |
| FK Budućnost Podgorica | 1–11 | Nea Salamis FC         |
| 15/16 iulie 1995       |      |                        |
| Bayer Leverkusen       | 3–0  | FK Budućnost Podgorica |
| OFI Crete              | 2–0  | JK Tervis Pärnu        |
| 22/23 iulie 1995       |      |                        |
| Nea Salamis FC         | 0–2  | Bayer Leverkusen       |
| FK Budućnost Podgorica | 3–41 | OFI Crete              |

1These matches were played in Belgrad since FK Budućnost's ground in Podgorica didn't meet UEFA standards.

### Grupa 8
| Poz | Echipa          | MJ | V | E | Î | GM | GP | G  | Pct |
| --- | --------------- | -- | - | - | - | -- | -- | -- | --- |
| 1   | Farul Constanța | 4  | 3 | 1 | 0 | 6  | 2  | +4 | 10  |
| 2   | Cannes          | 4  | 2 | 2 | 0 | 5  | 3  | +2 | 8   |
| 3   | Dnepr Mogilev   | 4  | 1 | 2 | 1 | 7  | 8  | −1 | 5   |
| 4   | Bečej           | 4  | 1 | 0 | 3 | 4  | 6  | −2 | 3   |
| 5   | Pogoń Szczecin  | 4  | 0 | 1 | 3 | 6  | 9  | −3 | 1   |

| 24/25 iunie 1995 |     |                 |
| Pogoń Szczecin   | 1–2 | AS Cannes       |
| FK Becej         | 1–2 | Farul Constanța |
| 1/2 iulie 1995   |     |                 |
| Dnepr Mogilev    | 2–1 | FK Becej        |
| Farul Constanța  | 2–1 | Pogoń Szczecin  |
| 8/9 iulie 1995   |     |                 |
| Pogoń Szczecin   | 3–3 | Dnepr Mogilev   |
| AS Cannes        | 0–0 | Farul Constanța |
| 15/16 iulie 1995 |     |                 |
| Dnepr Mogilev    | 2–2 | AS Cannes       |
| FK Becej         | 2–1 | Pogoń Szczecin  |
| 22/23 iulie 1995 |     |                 |
| Farul Constanța  | 2–0 | Dnepr Mogilev   |
| AS Cannes        | 1–0 | FK Becej        |

### Grupa 9
| Poz | Echipa              | MJ | V | E | Î | GM | GP | G  | Pct |
| --- | ------------------- | -- | - | - | - | -- | -- | -- | --- |
| 1   | Ceahlăul            | 4  | 3 | 1 | 0 | 6  | 0  | +6 | 10  |
| 2   | Groningen           | 4  | 2 | 2 | 0 | 7  | 3  | +4 | 8   |
| 3   | Beveren             | 4  | 1 | 1 | 2 | 6  | 8  | −2 | 4   |
| 4   | Boby Brno           | 4  | 1 | 0 | 3 | 6  | 9  | −3 | 3   |
| 5   | Etar Veliko Tarnovo | 4  | 1 | 0 | 3 | 4  | 9  | −5 | 3   |

| 24/25 iunie 1995       |     |                        |
| Boby Brno              | 1–2 | F.C. Groningen         |
| Ceahlăul Piatra Neamț  | 2–0 | FC Etar Veliko Tarnovo |
| 1/2 iulie 1995         |     |                        |
| FC Etar Veliko Tarnovo | 3–2 | Boby Brno              |
| K.S.K. Beveren         | 0–2 | Ceahlăul Piatra Neamț  |
| 8/9 iulie 1995         |     |                        |
| F.C. Groningen         | 3–0 | FC Etar Veliko Tarnovo |
| Boby Brno              | 3–2 | K.S.K. Beveren         |
| 15/16 iulie 1995       |     |                        |
| Ceahlăul Piatra Neamț  | 2–0 | Boby Brno              |
| K.S.K. Beveren         | 2–2 | F.C. Groningen         |
| 22/23 iulie 1995       |     |                        |
| F.C. Groningen         | 0–0 | Ceahlăul Piatra Neamț  |
| FC Etar Veliko Tarnovo | 1–2 | K.S.K. Beveren         |

### Grupa 10
| Poz | Echipa           | MJ | V | E | Î | GM | GP | G  | Pct |
| --- | ---------------- | -- | - | - | - | -- | -- | -- | --- |
| 1   | Bursaspor        | 4  | 3 | 1 | 0 | 9  | 1  | +8 | 10  |
| 2   | Košice           | 4  | 2 | 2 | 0 | 10 | 7  | +3 | 8   |
| 3   | Charleroi        | 4  | 2 | 0 | 2 | 6  | 5  | +1 | 6   |
| 4   | Wimbledon        | 4  | 0 | 2 | 2 | 1  | 8  | −7 | 2   |
| 5   | Beitar Ierusalim | 4  | 0 | 1 | 3 | 3  | 8  | −5 | 1   |

| 24/25 iunie 1995    |      |                     |
| Wimbledon F.C.      | 0–41 | Bursaspor           |
| Beitar Jerusalem FC | 0–1  | R. Charleroi S.C.   |
| 1/2 iulie 1995      |      |                     |
| Bursaspor           | 2–0  | Beitar Jerusalem FC |
| FC Košice           | 1–1  | Wimbledon F.C.      |
| 8/9 iulie 1995      |      |                     |
| Beitar Jerusalem FC | 3–5  | FC Košice           |
| R. Charleroi S.C.   | 0–2  | Bursaspor           |
| 15/16 iulie 1995    |      |                     |
| Wimbledon F.C.      | 0–01 | Beitar Jerusalem FC |
| FC Košice           | 3–2  | R. Charleroi S.C.   |
| 22/23 iulie 1995    |      |                     |
| Bursaspor           | 1–1  | FC Košice           |
| R. Charleroi S.C.   | 3–0  | Wimbledon F.C.      |

1These matches were played at Brighton and Hove Albion's Goldstone Ground as Selhurst Park was unavailable.

### Grupa 11
| Poz | Echipa             | MJ | V | E | Î | GM | GP | G   | Pct |
| --- | ------------------ | -- | - | - | - | -- | -- | --- | --- |
| 1   | Strasbourg         | 4  | 3 | 1 | 0 | 12 | 1  | +11 | 10  |
| 2   | Tirol Innsbruck    | 4  | 3 | 0 | 1 | 9  | 6  | +3  | 9   |
| 3   | Gençlerbirliği     | 4  | 2 | 0 | 2 | 10 | 7  | +3  | 6   |
| 4   | Hapoel Petah Tikva | 4  | 0 | 2 | 2 | 1  | 7  | −6  | 2   |
| 5   | Floriana           | 4  | 0 | 1 | 3 | 1  | 12 | −11 | 1   |

| 24/25 iunie 1995      |     |                       |
| Floriana F.C.         | 0–4 | FC Tirol              |
| Gençlerbirliği        | 4–0 | Hapoel Petah Tikva FC |
| 1/2 iulie 1995        |     |                       |
| Hapoel Petah Tikva FC | 1–1 | Floriana F.C.         |

| Strasbourg                                | 4–1 | Gençlerbirliği |
| ----------------------------------------- | --- | -------------- |
| Baticle 30' Mostovoi 49', 88' Zitelli 50' |     | Özdemir 79'    |

|8/9 iulie 1995
|- style=font-size:90%
|align=right|FC Tirol||align=center|2–0||Hapoel Petah Tikva FC
|- style=font-size:90%
| Floriana | 0–4 | Strasbourg                                     |
| -------- | --- | ---------------------------------------------- |
|          |     | Leboeuf 23' Sauzée 31' Keller 58' Mostovoi 59' |

|-
|15/16 iulie 1995
|- style=font-size:90%
| Strasbourg                                   | 4–0 | Tirol Innsbruck |
| -------------------------------------------- | --- | --------------- |
| Sauzée 7', 65' Keller 15' Leboeuf 26' (pen.) |     |                 |

|- style=font-size:90%
|align=right|Gençlerbirliği||align=center|3–0||Floriana F.C.
|-
|22/23 iulie 1995
|- style=font-size:90%
| Hapoel Petah Tikva | 0–0 | Strasbourg |
| ------------------ | --- | ---------- |
|                    |     |            |

|- style=font-size:90%
|align=right|FC Tirol||align=center|3–2||Gençlerbirliği

### Grupa 12
| Poz | Echipa              | MJ | V | E | Î | GM | GP | G   | Pct |
| --- | ------------------- | -- | - | - | - | -- | -- | --- | --- |
| 1   | Vorwärts Steyr      | 4  | 3 | 1 | 0 | 8  | 2  | +6  | 10  |
| 2   | Eintracht Frankfurt | 4  | 3 | 0 | 1 | 14 | 3  | +11 | 9   |
| 3   | Spartak Plovdiv     | 4  | 1 | 1 | 2 | 3  | 6  | −3  | 4   |
| 4   | Iraklis             | 4  | 1 | 1 | 2 | 4  | 9  | −5  | 4   |
| 5   | Panerys Vilnius     | 4  | 0 | 1 | 3 | 2  | 11 | −9  | 1   |

| 24/25 iunie 1995     |     |                      |
| FC Spartak Plovdiv   | 0–4 | Eintracht Frankfurt  |
| SK Vorwärts Steyr    | 3–0 | Iraklis Thessaloniki |
| 1/2 iulie 1995       |     |                      |
| FK Panerys Vilnius   | 1–1 | SK Vorwärts Steyr    |
| Iraklis Thessaloniki | 0–0 | FC Spartak Plovdiv   |
| 8/9 iulie 1995       |     |                      |
| Eintracht Frankfurt  | 5–1 | Iraklis Thessaloniki |
| FC Spartak Plovdiv   | 3–0 | FK Panerys Vilnius   |
| 15/16 iulie 1995     |     |                      |
| FK Panerys Vilnius   | 0–4 | Eintracht Frankfurt  |
| SK Vorwärts Steyr    | 2–0 | FC Spartak Plovdiv   |
| 22/23 iulie 1995     |     |                      |
| Eintracht Frankfurt  | 1–2 | SK Vorwärts Steyr    |
| Iraklis Thessaloniki | 3–1 | FK Panerys Vilnius   |

## Optimi de finală
| Echipa 1         | Scor | Echipa 2            |
| ---------------- | ---- | ------------------- |
| Strasbourg       | 4–0  | Vorwärts Steyr      |
| Ceahlăul         | 0–2  | Metz                |
| Heerenveen       | 4–0  | Farul Constanța     |
| Köln             | 1–3  | Tirol Innsbruck     |
| Bayer Leverkusen | 5–2  | Odense              |
| Bordeaux         | 3–0  | Eintracht Frankfurt |
| Aarau            | 1–2  | Karlsruhe           |
| Bursaspor        | 2–1  | OFI                 |

| Strasbourg                      | 4–0 | Vorwärts Steyr |
| ------------------------------- | --- | -------------- |
| Sauzée 33', 84' Keller 72', 90' |     |                |

Strasbourg won 4-0 on aggregate.
| Ceahlăul | 0–2    | Metz                        |
| -------- | ------ | --------------------------- |
|          | Report | Blanchard 70' Meyrignac 88' |

Metz won 2-0 on aggregate.
| Bursaspor               | 2–1    | OFI            |
| ----------------------- | ------ | -------------- |
| Ercument 10' Levent 44' | Report | Frantzeskos 1' |

Bursaspor won 2-1 on aggregate.

## Sferturi de finaă
| Echipa 1        | Scor | Echipa 2         |
| --------------- | ---- | ---------------- |
| Bordeaux        | 2–0  | Heerenveen       |
| Tirol Innsbruck | 2–21 | Bayer Leverkusen |
| Bursaspor       | 3–32 | Karlsruhe        |
| Metz            | 0–2  | Strasbourg       |

1 Tirol Innsbruck progressed to the Semi-finals after winning a penalty shoot-out.
2 Karlsruhe progressed to the Semi-finals after winning a penalty shoot-out.
| Metz | 0–2 | Strasbourg              |
| ---- | --- | ----------------------- |
|      |     | Sauzée 78' Mostovoi 90' |

Strasbourg won 2-0 on aggregate.

## Semifinale
| Echipa 1        | Scor gen. | Echipa 2   | Tur | Retur |
| --------------- | --------- | ---------- | --- | ----- |
| Tirol Innsbruck | 2–7       | Strasbourg | 1–1 | 1–6   |
| Karlsruhe       | 2–4       | Bordeaux   | 0–2 | 2–2   |

Notă: Nu a avut loc o finală. Câștigătoarele semifinalelor au intrat în Cupa UEFA 1995-1996.

### Prima manșă
| Tirol Innsbruck | 1–1         | Strasbourg |
| --------------- | ----------- | ---------- |
| Schiener 63'    | Report UEFA | Sauzée 27' |

| Karlsruhe | 0–2                | Bordeaux               |
| --------- | ------------------ | ---------------------- |
|           | Report UEFA Report | Dugarry 41' Dutuel 88' |

### Manșa secundă
| Strasbourg                                        | 6–1         | Tirol Innsbruck |
| ------------------------------------------------- | ----------- | --------------- |
| Sauzée 16', 54' Mostovoi 66' Keller 67', 70', 90' | Report UEFA | Kirchler 51'    |

Strasbourg won 7-2 on aggregate.
| Bordeaux                | 2–2                | Karlsruhe            |
| ----------------------- | ------------------ | -------------------- |
| Lizarazu 2' (pen.), 10' | Report UEFA Report | Fink 40' Schmitt 87' |

Bordeaux won 4-2 on aggregate.